# Laodameia (Tochter des Alkmaion)
Laodameia (altgriechisch Λαοδάμεια Laodámeia) ist in der griechischen Mythologie die Tochter des Alkmaion.
Sie wird einzig in einem Scholion zu Homers Ilias genannt. Dort ist sie die Gattin des Peleus und von ihm die Mutter der Polydora.